# Львовець
Львовець (пол. Lwowiec, нім. Löwenstein) — село в Польщі, у гміні Семпополь Бартошицького повіту Вармінсько-Мазурського воєводства.
Населення — 165 осіб (2011).

## Демографія
Демографічна структура станом на 31 березня 2011 року:
|          | Загалом | Допрацездатний вік | Працездатний вік | Постпрацездатний вік |
| -------- | ------- | ------------------ | ---------------- | -------------------- |
| Чоловіки | 91      | 16                 | 62               | 13                   |
| Жінки    | 74      | 17                 | 36               | 21                   |
| Разом    | 165     | 33                 | 98               | 34                   |